# Contralto

Tessiture courante d'une voix de contralto.

Dans la musique classique européenne, un contralto  est le type de voix féminine dont la tessiture est la plus grave. 
L'étendue de la voix de contralto (le plus souvent du fa2 au fa4) correspond, une octave plus haut, mais avec le même timbre, à la voix de baryton-basse.
L'abréviation alto n'est pas tout à fait synonyme de contralto : l'alto désigne plus précisément un type d’emploi dans les chœurs, tandis que le contralto fait référence à une voix de soliste. Les deux termes néanmoins sont souvent confondus.
Il existe essentiellement deux sous-catégories de contraltos qui diffèrent par le caractère des personnages qu'ils interprètent, la puissance de la voix et la richesse du timbre : le contralto dramatique et l'alto bouffe.

## Contralto dramatique
Le contralto dramatique est une voix ample et sombre, au timbre chaud et rond. Ce type de voix étant extrêmement rare, les rôles qui en relèvent ont tendance à être distribués à des mezzo-sopranos.
On peut citer notamment Erda (dans L'Or du Rhin de Wagner) ou Ulrica (dans Un bal masqué de Verdi).

## Alto bouffe
L'alto bouffe (et non pas : le « contralto bouffe ») ne désigne pas à proprement parler une catégorie vocale spécifique, mais un contralto spécialisé dans des emplois comiques, ou plus largement, un contralto rompu aux exigences du jeu scénique. La tessiture exigée est généralement moins étendue — mais ce n'est pas toujours le cas, et certains emplois d'alto bouffe demandent des moyens vocaux comparables à ceux des contraltos dramatiques.
Exemple : la Nourrice dans Boris Godounov de Modeste Moussorgski est un rôle d'alto bouffe.

## Contraltos notables
Dans le domaine de la musique classique, Marietta Alboni, Marian Anderson, Maureen Forrester, Janet Baker, Kathleen Ferrier, Ernestine Schumann-Heink, Marie-Thérèse Cahn, Aafje Heynis, Nathalie Stutzmann, Marie-Nicole Lemieux, Hilary Summers, Qiulin Zhang, Maria Radner, Sara Mingardo, Zarah Leander et Delphine Galou sont des exemples de contraltos.
Par extension le terme contralto s'emploie aujourd'hui pour des chanteuses qui chantent sur des musiques non-européennes, comme Oum Kalthoum, (« mais avec des inflexions qui évoqueraient les haute-contre » précise René Guitton à propos de cette chanteuse égyptienne).
On peut également citer Dalida (à ses débuts comme dans Come prima), Mahalia Jackson, Lisa Gerrard, Patty Pravo, Gribouille, Eva et Alison Moyet.

## Dans la culture
Dans Émaux et camées, Théophile Gautier consacre un poème à la voix de contralto. Il la qualifie d'"hermaphrodite", l'associant à différents personnages, masculins et féminins.